# メニンガー財団
メニンガー財団（メニンガーざいだん、英:  Menninger Foundation）は、1919年にアメリカ中西部カンザス州のトピカにあるメニンガー家によって創設された、クリニック、サナトリウム、精神医学校からなる財団である。いずれの施設もメニンガーの名を冠している。メニンガークリニックに付属していたトピカ精神分析協会は後に閉鎖された。

## 歴史
- 1919年 メニンガークリニック設立
- 1925年 メニンガーサナトリウム設立
- 1930年代 精神科医、サイコロジストなどのトレーニングプログラムを開始する
- 1941年 メニンガー財団設立
- 1946年 メニンガー医学校設立。戦争経験者を治療するため精神科医を養成するという国家的要請により、急速に米国随一の精神科医養成施設へと成長した。
- 1955年 メアリー・ウッダード・ラスカー公益事業賞受賞
- 2002年 ベイラー医科大学及びメソジスト病院との提携を発表
- 2003年 メニンガークリニックをカンザス州トピカからテキサス州ヒューストンに移転。

## 学術奨励賞
- ウッド・プリンス賞（メニンガー精神医学校）
- トピカ精神分析協会賞（トピカ精神分析研究所）

## 関連人物
- カール・メニンガー
- 土居健郎
- 小此木啓吾
- 小倉清
- 岩崎徹也